# ジャニス・グレアム
ジャニス・グレアム（Janice Graham）は、イギリスのヴァイオリニスト。

## 経歴
ギルドホール音楽演劇学校でデヴィッド・タケノ、ジュリアード音楽院でグレン・ディクテロウに学ぶ。1990年のシェル石油・ロンドン交響楽団音楽コンクールで金賞を受賞。ロンドン交響楽団のアシスタント・リーダーを経て、1995年にイングリッシュ・シンフォニアのリーダー（コンサートミストレス）、2005年には芸術監督に就任。2007年からイングリッシュ・ナショナル・オペラのリーダーとなる。またソリストとしても多くのコンサートや録音で活躍している。1995年からロンドンの王立音楽大学の教授である。